# Les Années fantastiques
Pour plus de détails, voir Fiche technique et Distribution.
Les Années fantastiques (titre original : The Impossible Years) est un film américain réalisé par Michael Gordon, sorti en 1968.

## Synopsis
Jonathan Kingsley, un professeur de psychologie spécialisé dans les problèmes de l'adolescence, se retrouve confronté à la réalité lorsque sa fille ainée de 17 ans, Linda, s'émancipe.

## Fiche technique
- Titre original : The Impossible Years
- Titre français : Les Années fantastiques
- Réalisation : Michael Gordon
- Scénario : George Wells, d'après la pièce de théâtre The Impossible Years de Robert Fisher et Arthur Marx (en) (1965)
- Musique : Don Costa
- Direction artistique : George W. Davis, E. Preston Ames
- Décors : Henry Grace, Hugh Hunt
- Son : Franklin Milton
- Photographie : William H. Daniels
- Montage : James E. Newcom
- Producteur : Lawrence Weingarten
- Société de production : Marten Productions
- Société de distribution : Metro-Goldwyn-Mayer
- Pays de production :  États-Unis
- Langue d'origine : anglais américain
- Format : couleur (Metrocolor) — 35 mm — 2,35:1 (Panavision) — son : mono
- Genre : comédie
- Durée : 92 minutes
- Dates de sortie :
  - États-Unis : 5 décembre 1968
  - France : 11 avril 1969

## Distribution
- David Niven : Jonathan Kingsley
- Lola Albright : Alice Kingsley
- Chad Everett : Richard Merrick
- Ozzie Nelson : Herbert J. Fleischer
- Cristina Ferrare (en) : Linda Kingsley
- Jeff Cooper : Bartholmew Smuts
- John Harding : Harvey Rockwell; le doyen de l'université
- Rich Chalet : Freddie Fleischer
- Michael McGreevey : Andy McClaine
- Darleen Carr : Abbey Kingsley
- Don Beddoe : Dr Elliot Fish
- Louise Lorimer : Mme Celia Fish
- Karen Norris : Mme Rockwell
- Susan French : Mlle Hammer
- Trudi Ames : Francine
- J. Edward McKinley : Dr Pepperell
- Ned Wertimer : Dr Bodey

## Chanson du film
- The Impossible Years : paroles et musique par The Tokens, interprétée par The Tokens